# سطح هوشیاری

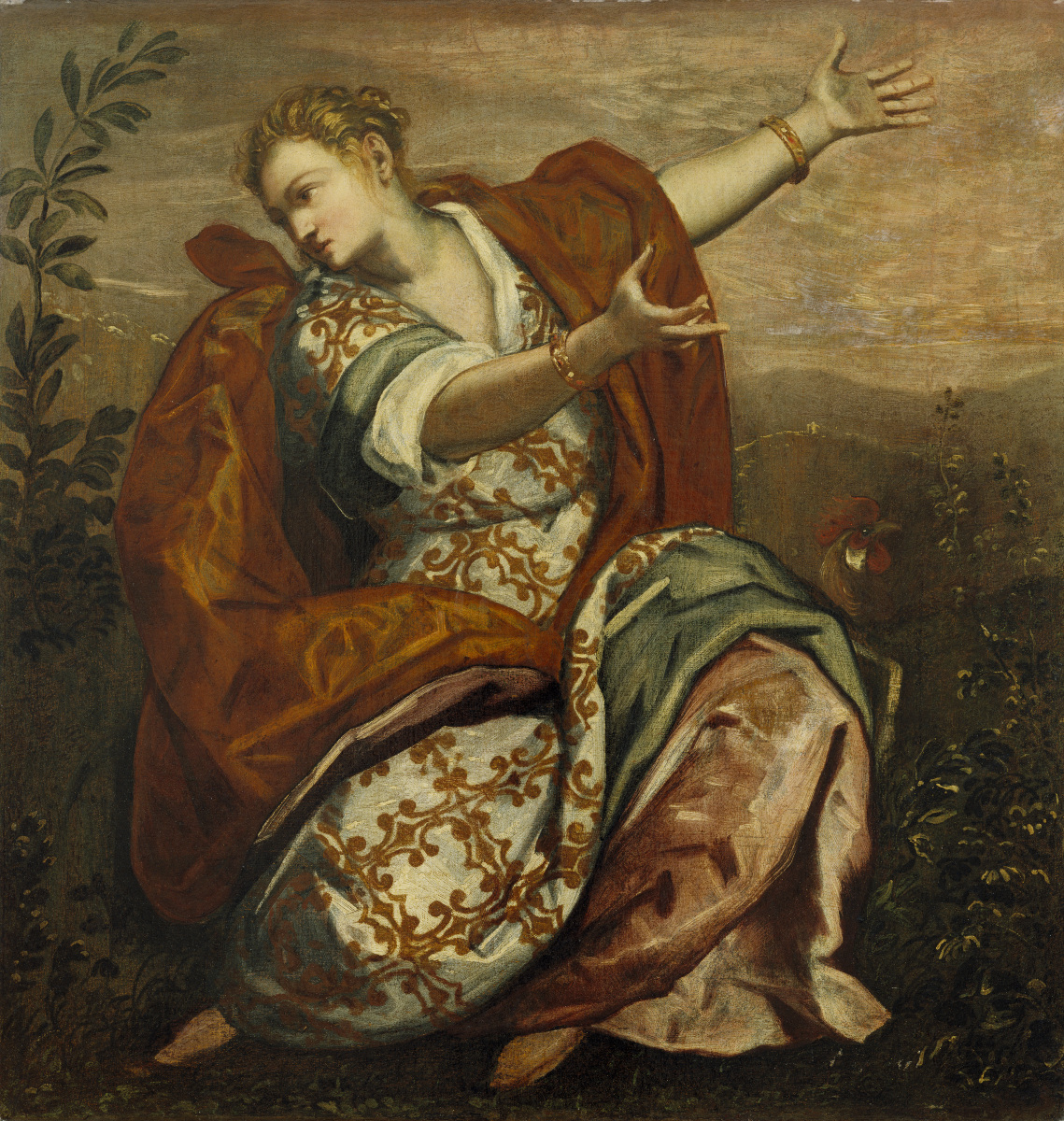
تمثیل هوشیاری (Allegory of Vigilance) اثر دامینیکو تینتورتو

هوشیاری (انگلیسی: Alertness)، آگاهی و دقت بالا و توجه و تمرکز است. حفظ سطح هوشیاری ثابت اگر غیرممکن نباشد، نادر است.
حفظ سطح هشیاری و تمرکز برای افرادی مانند خلبانان و سایر مشاغل مربوط به ایمنی یا حمل و نقل و … از اهمیت بالایی برخوردار است و آن‌ها اغلب برای حفظ هوشیاری خود با چالش‌هایی مواجه می‌شوند.

## سطح آگاهی
هوشیاری و سریع بودن برای مواجهه با خطر یا اضطرار یا سریع بودن در درک و عمل است. فقدان هوشیاری و افت سطح آگاهی نشانهٔ تعدادی از شرایط است، از جمله نارکولپسی، اختلال کمبود توجه، سندرم خستگی مزمن، افسردگی، بیماری آدیسون یا کمبود خواب. عدم هوشیاری مشخص را می‌توان به عنوان سطح تغییر یافتهٔ آگاهی طبقه‌بندی کرد.

## آگاهی و انضباط
هوشیار بودن به معنای آگاه بودن از بافت دنیای روزمره است. انضباط قابلیت مواجهه در کمال آرامش با مسائل حساب نشده است که در شمار انتظارات شخص نیست.

## هوشیاری در جانوران
هوشیاری یک ویژگی مهم برای برخی جانوران به منظور مراقبت در برابر شکارچیان است. به‌طور معمول کاهش هوشیاری برای جانورانی که در گروه‌های بزرگ‌تر زندگی می‌کنند مشاهده می‌شود.